# Суерь
Суерь — река в Курганской области России, правый приток реки Тобол. Длина — 134 км. Площадь бассейна — 10 600 км².
Протекает по территории Мокроусовского, Варгашинского и Белозерского районов.

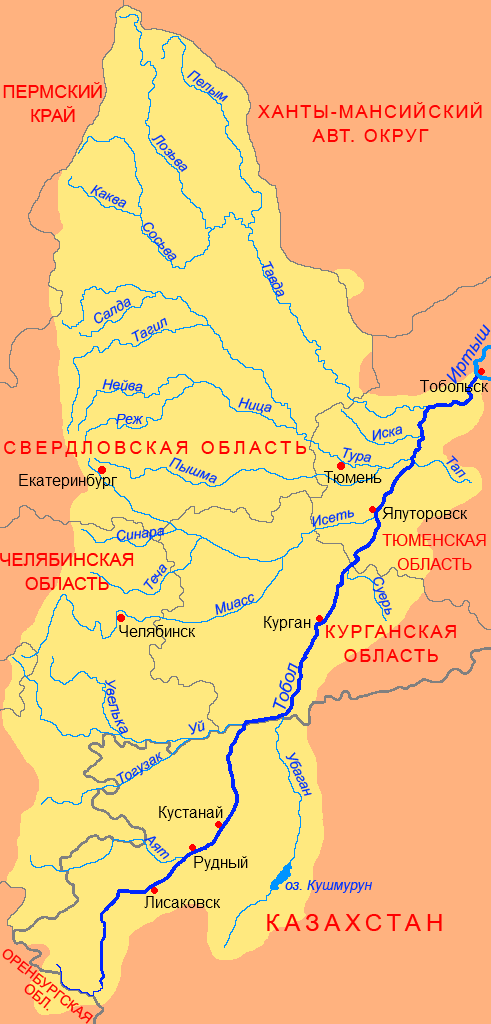
Бассейн Тобола

Высота устья — 57,8 м над уровнем моря.

## Гидрология
По данным наблюдений с 1975 по 1985 год среднегодовой расход воды в районе деревни Волосниково (42 км от устья) составляет 1,11 м³/с, максимальный приходится на апрель (8,2 м³/с).

## Притоки
- Косачев Лог
- Коровий Лог
- Марай
- Липат
- Козья
- Карагайка
- Красный Лог
- Чёрная
- Чактара
- Крутишка
- Исток.

## Населённые пункты
Мокроусовский район
Михайловский сельсовет: д. Михайловка, с. Новотроицкое.
Старопершинский сельсовет: с. Старопершино, д. Дмитриевка.
Маломостовской сельсовет: с. Малое Мостовское, д. Малое Середкино.
Варгашинский район
Верхнесуерский сельсовет: д. Середкино, д. Белово, д. Сосновка, с. Верхнесуерское.
Терпуговский сельсовет: с. Терпугово.
Просековский сельсовет: д. Бородино, с. Большое Просеково.
Ошурковский сельсовет: д. Малое Шмаково, д. Большое Шмаково.
Шастовский сельсовет: д. Волосниково, с. Шастово, д. Секисово, д. Шмаково.
Белозерский район
Новодостоваловский сельсовет: д. Мокино, с. Романовское, с. Новодостовалово, д. Петуховская, д. Пуховая.

## Данные водного реестра
По данным государственного водного реестра России:
- Бассейновый округ — Иртышский;
- Речной бассейн — Иртыш;
- Речной подбассейн — Тобол (российская часть бассейна);
- Водохозяйственный участок — Тобол от города Кургана до впадения реки Исеть.